# Qaschymurat Naghymanow
Qaschymurat Ybyrajuly Naghymanow (kasachisch Қажымұрат Ыбырайұлы Нағыманов, russisch Кажмурат Ибраевич Нагманов Kaschmurat Ibrajewitsch Nagmanow; * 1. Juni 1948 in Karpowka, Oblast Omsk, RSFSR; † 2. Juli 2022) war ein kasachischer Politiker.

## Leben
Qaschymurat Naghymanow wurde 1948 im Dorf Karpowka in der Oblast Omsk geboren. 1971 erlangte er einen Abschluss am Institut für Eisenbahnverkehrswesen in Leningrad. Nach seinem Hochschulabschluss arbeitete er zunächst für die kasachische Eisenbahn. Ab 1973 war er im Komsomol, der Jugendorganisation der KPdSU, tätig. Er war Ausbilder beim Regionalkomitee in Pawlodar und zweiter Sekretär des Stadtkomitees in Ekibastus. Zwischen 1976 und 1978 war er erneut bei der kasachischen Eisenbahn beschäftigt, bevor er anschließend nochmals zweiter Sekretär des Parteikomitees der Stadt Ekibastus war. Von 1982 bis 1987 leitete er als Vorsitzender des Exekutivkomitees der Stadt Jermak die Verwaltung der Stadt und zwischen 1988 und 1991 war er bei der Abteilung für Verkehr und Kommunikation des Zentralkomitees der Kommunistischen Partei Kasachstans tätig sowie Vorsitzender des Exekutivkomitees der Stadt Semipalatinsk.
Im Jahr 1990 wurde er in den Obersten Rat Kasachstans gewählt, wo er Mitglied des Ausschusses für Bau und Architektur war. Von 1992 bis 1994 war Naghymanow Vizepräsident des Staatsunternehmens KATEP. Ebenfalls 1994 war er nochmals Abgeordneter des Obersten Rates Kasachstans und Vorsitzender des Ausschusses für Industrie, Verkehr und Kommunikation.
Nachdem das Parlament aufgelöst worden war, wurde er im August 1994 zum Äkim (Gouverneur) des Gebietes Schesqasghan ernannt. Diesen Posten hatte er bis April 1996 inne. Danach wurde er zum Äkim des Gebiets Ostkasachstan ernannt. Nach rund einem Jahr wurde er von diesem Posten entlassen und stattdessen Vorsitzender des Verwaltungsrats der Michelle-Trading Ltd. und anschließend Präsident der Firma Kazenergoservis. Zwischen April und Oktober 1999 arbeitete er in der Verwaltung des Präsidenten. Anschließend bekleidete er die Position des Äkim des Gebietes Nordkasachstan. Im Mai 2002 wurde er in der kasachischen Regierung von Premierminister Imanghali Tasmaghambetow zum Minister für Verkehr und Kommunikation ernannt. Ab August 2005 wurde er dann Berater des kasachischen Präsidenten und ab Januar 2006 war er erster stellvertretender Präsident der staatlichen Eisenbahngesellschaft Kasachstan Temir Scholy.